# Blaenavon ipartörténeti műemlékei

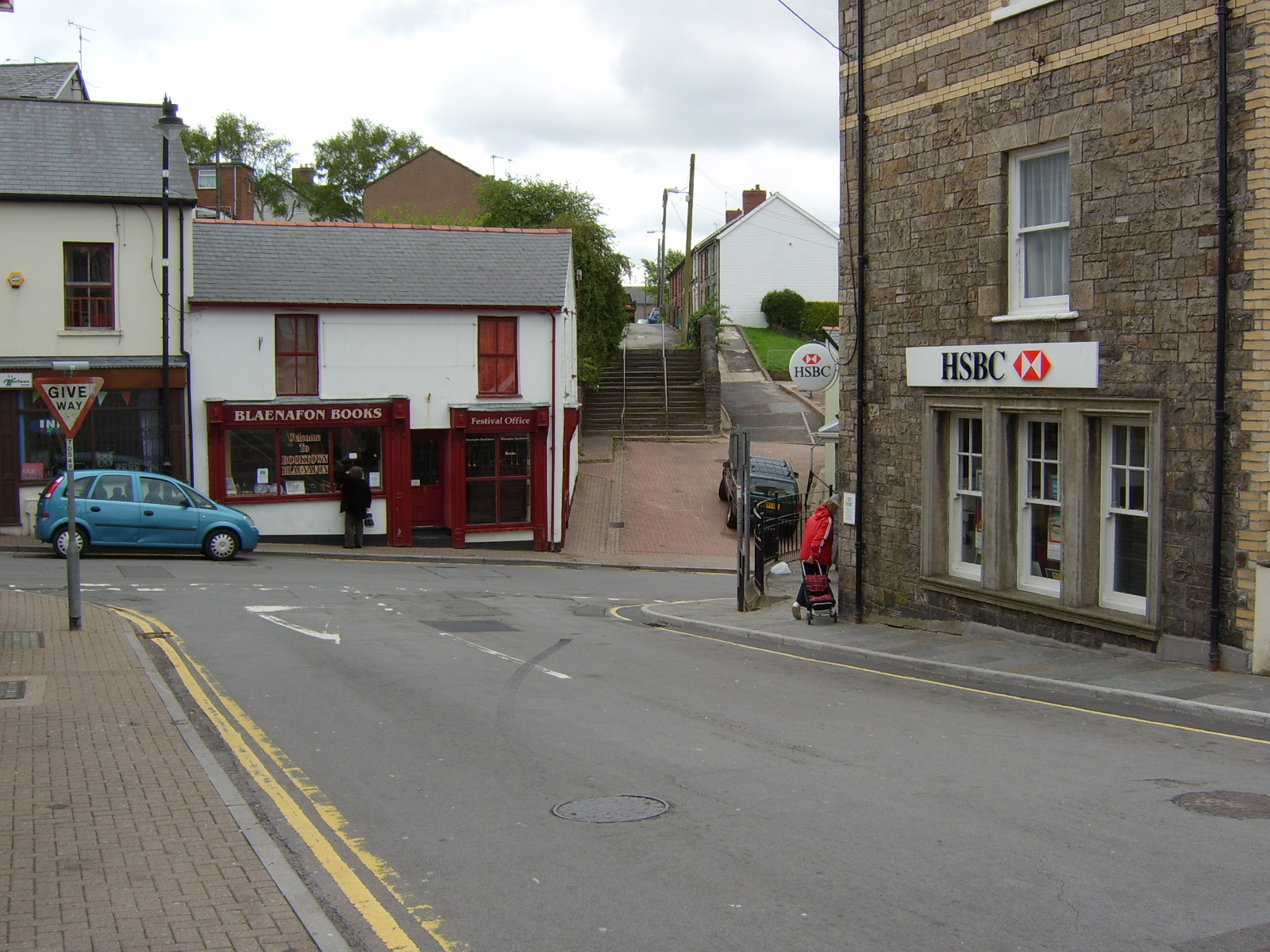
Blaenavon, a könyvek városa

Blaenavon (walesi nyelven Blaenafon) város Wales déli részén található, az Afon Llwyd folyó forrásánál, és a világörökség része. A 6349 fős népességű város magasan, egy hegyoldalon fekszik. 
Blaenavon egy 1788-ban nyitott vasfeldolgozó köré épült ki, ez az épület ma múzeum. Acél- és szénbányászat is települt ide, aminek köszönhetően egy időre 20 000 fölé emelkedett a lakosságszám, de miután a vasfeldolgozó 1900-ban bezárt, majd 1980-ban a szénbánya is, a lakosság száma csökkent, ma már főleg idősek élnek itt. 
Mostanában azzal próbálnak új imaget adni a városnak, hogy Wales második könyv-városaként emlegetik (az első Hay-on-Wye). Egy évvel a turistacsalogató próbálkozások után elmondható, hogy ez a terv nem sikerült. Ez részben a város nehéz megközelítésének tulajdonítható, részben pedig ama ténynek, hogy az itteniek szerint a hely nem áhított úticél. Ez nem fair, de igaz vélemény, mivel a befektetéseknek és a helyi érdeklődésnek köszönhetően teljesen megváltozott a város Broad Street mutatta arculata, a könyvesboltok jó minőségű, nagy értékű könyveket kínálnak. Több civil szervezet működik sikeresen a városban, így például a Future Blaenavon néven a város jövőjéért dolgozók, akik az alsóvárosban segítettek egy közösségi park kialakításában.  
A város nevezetességei közé tartoznak a Big Pit Bányamúzeum, amely az Ipari Örökségek Európai Útvonala  (ERIH,  European Route of Industrial Heritage) állomása, Blaenavoni Vasművek, a Pontypool és Blaenavon közötti vasútvonal, valamint a Blaenavoni Férfikórus.
Blaenavon testvérvárosa: Coutras, Franciaország.

## A Time Team ásatása
A Channel 4 tévécsatorna történelmi-építészeti műsora, a Time Team Blaenavonban forgatott 2001 februárjában, hogy megtalálják az ’elveszett viaduktot’, a világ első vasúti völgyhídját (amin lóvontatású kocsik szállították el a szenet a bányákból). Ez a híd 1790-ben épült, 40 méter hosszan és 10 méter magasan, és bár 25 évig használták, mára teljesen eltűnt, bár nem tudunk a lerombolásáról. A csapat elindult, hogy megtalálja az építmény helyét, és találjon még belőle valamit.  
Mindezek eredményeképpen az ’ásatás’ utolsó (harmadik) napján, mintegy 12-15 méternyi föld és kőtörmelék alól sikerült felfedniük a völgyhíd íves tetejét, amely úgy tűnik, még mindig áll. Azonban biztonsági okokból, valamint amiatt, hogy már az utolsó napjuk késői óráiban jártak, végül nem ástak tovább, ez azonban azt is jelenti, hogy a további régészeti feltárások sikerrel kecsegtetnek.

## Fordítás
- Ez a szócikk részben vagy egészben  a   Blaenavon című angol Wikipédia-szócikk ezen változatának fordításán alapul.  Az eredeti cikk szerkesztőit annak laptörténete sorolja fel. Ez a jelzés csupán a megfogalmazás eredetét és a szerzői jogokat jelzi, nem szolgál a cikkben szereplő információk forrásmegjelöléseként.